# TOPGUN

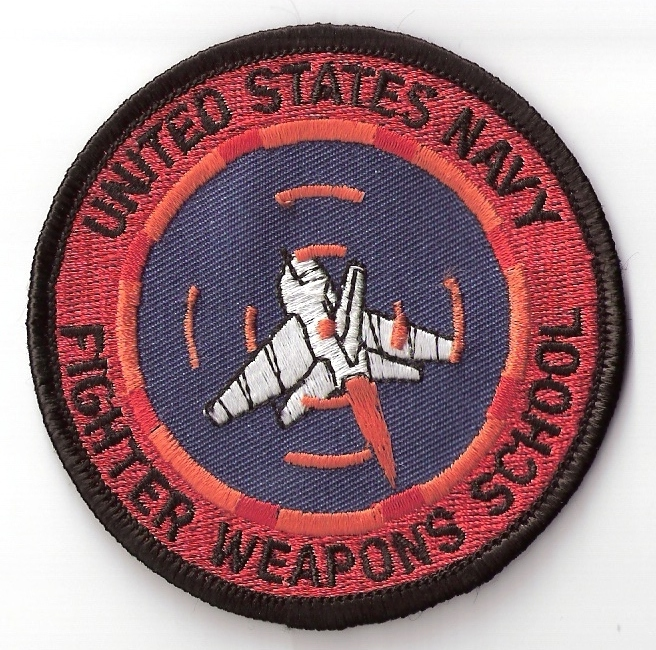
A klasszikus TOPGUN embléma, melyet a végzett hallgatók viselhetnek egyenruhájukon (a bal vállon), valamint az NSAWC-gépek függőleges vezérsíkjain is látható. A jelvénybeli ábra egy célkeresztbe fogott MiG–21-est ábrázol

A TOPGUN az amerikai haditengerészet 1969-ben alapított vadász-harcászati iskolájának (United States Navy Fighter Weapons School, NFWS) kódneve és népszerű elnevezése volt. Ezt a kódnevet és becenevet 1995-ben az addigi Power Projection-ről Strike Fighter Tactics Instructor-re (SFTI) átnevezett, módosított kurzus is átvette. 1996-ban politikai nyomásra (haderőreform) az SFTI-t összevonták más haditengerészeti kiképző alakulatokkal (a Naval Strike Warfare Center-rel, azaz a STRIKE "U"-val valamint a Carrier Airborne Early Warning Weapons School-lal, azaz a TOPDOME-mal). Az összevonás után nevük egységesen Naval Strike and Air Warfare Center (NSAWC, magyarul: „tengerészeti csapásmérő és légi hadviselési központ”) lett, ma is ezt használják. Az 1996-os átalakítás előtt a légiharcászati részleg áttelepült a kaliforniai Miramar haditengerészeti légi támaszpontról (NAS Miramar – Naval Air Station, másik nevén Fightertown USA) Nevadába, a Fallon tengerészeti légi támaszpontra (NAS Fallon).

## Történet
Az amerikai haderő légierői az 1950-es évek közepétől kialakuló új szemléletű légiharcászati kiképzéseikben egyre kevesebb hangsúlyt fektettek a manőverező légiharc oktatására. A vietnámi légiháborúban ez a szemlélet megdőlni látszott, mikor is az észak-vietnámi vadászpilóták, technikai lehetőségük miatt, egyre gyakrabban kényszerítették bele az amerikai vadászpilótákat a légiharc eme válfajába. Ennek a "régimódi" harcmodornak az amerikai légierők egyre kisebb hatékonysággal tudtak megfelelni, a vadászpilóták légigyőzelmi mutatói a háború közepére drasztikusan leromlottak. 1966-ra a MiG-ekkel vívott légiharcokban 1:2 és 1:1,5 volt a lelövési arány az észak-vietnámi vadászpilóták javára. Ez minden idők legalacsonyabb amerikai lelövési aránya volt, még az első világháborúban kialakultat is alulmúlta (az kicsivel jobb volt, mint 3,5:1). Amerikai statisztikák szerint 10 kezdő vadászpilótából 9-et lelőttek az első tíz bevetéseinek valamelyikén. A tengerészeti hadvezetés az egyre romló tendenciát megállítandó 1969. március 3-án létrehozott egy elit pilótaiskolát, ahol alaposan kiválogatott kiképzőpilótákkal és műszaki felszerelésekkel megkezdték a haditengerészet legjobb képességű vadászpilótáinak kiválasztását és intenzív légiharc-kiképzését. Ezek a pilóták a tanfolyam végeztével visszakerültek eredeti vadászszázadukhoz, ahol ismereteiket továbbadták pilótatársaiknak, így téve lehetővé a vadász-hajózóállomány minél egységesebb és gyorsabb fejlődését. 1972 decemberére, a vietnámi konfliktus végére az új iskola elgondolása beigazolódott. Indulása előtt a US Navy győzelmi aránya 3,7:1 volt, 1972 december végére 13:1 lett. A Légierő légi győzelmi aránya 2:1 lett a háború végére.
A TOPGUN elvégzése magas fokú légiharc-tudást adott a pilótáknak. Észak-Vietnám felett eredményes lett közülük Ronald „Mugs” McKeown és Jack Ensch (F–4B, VF–161 – 2 db MiG–17), és a vietnámi háború első amerikai haditengerészeti ász pilótája Randy „Duke” Cunningham és Willie Driscoll (F–4J, VF–96 – 1 db MiG–21 és 4 db MiG–17). Ők később oktatók lettek a NFWS-ban.
1975-ben az NFWS mintájára az Amerikai Légierő megalapította a RED FLAG-ot.

## Kiképző alakulatok
- VF–43 Challengers
- VF–45
- VF–126 Bandits
- VFA–127
- VFC–12 Fighting Omars (VFC – Vessel Fighter Compostie)
- VFC–13 Fighting Saints

### Repült típusok
- T–2 Buckeye
- F–4 Phantom II
- A–4E/F/M Skyhawk: az iskolában ezt a típust Mongoose-nak nevezték.
- F–5 Tiger II
- F–14A Tomcat: 2003 októberében adták le az utolsó Tomcat-et.
- F–16N/A/B Fighting Falcon
- F/A–18A/B/C/D/F Hornet

### Monográfiák, folyóiratok
- Monográfiák:
  - Lou Drenel …And Kill MiGs. Squadron/Signal Publications, Inc. 1974.
  - George Hall: Miramar – The Home of 'Top Gun' (Ospery Publishing Ltg., 1988 – Ospery Superbase 2.) ISBN 0-85045-845-5
- Folyóiratok, cikkek:
  - Horváth Zoltán Legenda és valóság – 25 éves a Top Gun. In Top Gun 1997/7, 2–8. o.
  - World Air Power Journal – 1992/tavasz (Vol. 8.), 108-121. o.: Best in the Business – VF–43 'Challengers

### Külső hivatkozások
- NAS Fallon hivatalos oldala
- Az amerikai haditengerészet hivatalos oldala.
- Top Gun-cikk - Code One
- NSAWC-cikk - Code One
- Navy Fighter Weapons School a Skyhawk.org-on
- NFWS & NSAWC a Home of M.A.T.S.-en
- Naval Air Station Fallon Adversaries Part One: VFC-13 Saints – Modelling Madness.com
- Naval Air Station Fallon Adversaries Part Two: NSAWC – Modelling Madness.com